# Kościół w Lisewie
Kościół w Lisewie – kościół, który znajdował się w Lisewie (powiat koniński), pierwotnie rzymskokatolicki pod wezwaniem św. Marii Magdaleny, później protestancki. Kościół popadł w ruinę a w jego miejscu wybudowano spichlerz.

## Historia
Kościół parafialny we wsi działał już w XV wieku i miał wezwanie św. Marii Magdaleny. Parafia funkcjonowała przy miejscowym majątku, którego właścicielami byli od 1515 roku Tomiccy (stoi naprzeciw lokalnego pałacu). W dobie Reformacji został przejęty przez protestantów i pełnił funkcję zboru protestanckiego. Tomiccy byli prekursorami kalwinizmu na ziemiach wielkopolskich. Przy świątyni mieszkał kalwiński minister, Andrzej z Kruszwicy. Pod koniec XVI wieku Andrzej Tomicki rozebrał zniszczoną już wówczas, murowaną świątynię, zaniedbaną przez poprzednich właścicieli i postawił na jej miejscu nową (drewnianą). W 1611 kościół odzyskali katolicy, a Aleksander Niemojewski i Andrzej Moszczyński uzyskali dokument wznawiający we wsi parafię. Mająca miejsce 7 lipca 1811 roku wizytacja, określała kościół jako kaplicę, a nie kościół parafialny (akta metrykalne prowadzone były w Skulsku). W 1812 roku wieś została przez konsystorz gnieźnieński włączona do parafii Narodzenia Najświętszej Maryi Panny w Skulsku. Na miejscu zrujnowanego kościoła właściciel Łukasz Dzięcielski zbudował spichlerz z basztą (wieżą) od frontu. Spichlerz zbudowano w formie nadającej się na ewentualne wznowienie funkcji sakralnej. Wtedy też połączono grunty kościelne z dworskimi.
Po II wojnie światowej w budynku mieściło się przedszkole, szkoła i mieszkania. W 1988 roku zniszczył go pożar. W 2002 roku majątek, wraz z dawnym spichlerzem stał się własnością prywatną i został adaptowany na kompleks hotelowo-weselny.